# ليف

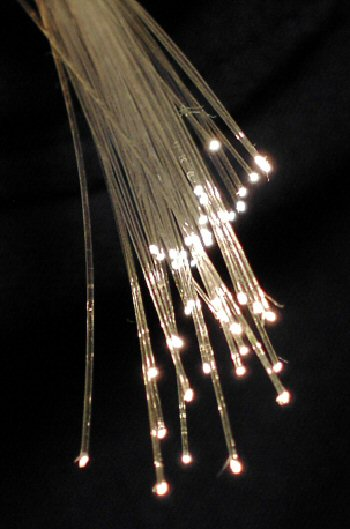
حزمة من الألياف البصرية

الليف هو ليف النخل المعروف والقطعة منه ليفة. والليفة هي أسطوانة ضئيلة القطر عادة بالنسبة إلى طولها. فألياف النسيج تتميز بدقتها فهي ذات قطر أو عرض غاية في الصغر وطول يتجاوز مئة ضعف هذا البعد على الأقل. ويبلغ قطر الألياف النسيجية حوالي 11-50 ميكرومتر. ويتراوح طول ألياف النسيج بين 2.2 سم وعدة أميال.
تستخدم الألياف في المجالات الصناعية المختلفة. فهي تللمركبة ٤ناعة الخيوط والنسيج والمواد المركبة وقد تحول إلى صحائف لصنع منتجات مثل الورق أو اللباد.ف٤٣٤ف٤ أقوى المواد الهندسية تصنع عادة من توتو ٤٥ةالألياف، مثل ألياف الكربون وألياف عديد الإيثيلين فائق الوزن الجزيئي.
يمكن إنتاج الألياف الڜاذصطناعية غالبًا بثمن منخفض وبكميات كبيرة مقارنة بالأليافغق٣ الطبيعية، ولكن الألبسة المصنعة من الألياف الطبيعية تعطي راحة أكبر من قرينتها المصنعة من الألياف الاصطناعية.

## ألياف النسيج
ألياف النسيج هي العنصر الأساسي في المادة النسيجية كالخيوط والنسيج والقماش غير المنسوج واللباد. وتتميز الألياف بدقتها فهي ذات قطر أو عرض غاية في الصغر وطول يتجاوز مئة ضعف هذا البعد على الأقل. قطر المادة النسيجية هو غاية في الصغر، إذ يبلغ حوالي 11-50 ميكرومتر. ويتراوح طول ألياف النسيج بين 2.2 سم وعدة أميال. واعتمادًا على طول الألياف تسمى إما ألياف قصيرة(بالإنجليزية: staple fiber)‏ أو شعيرات (بالإنجليزية: filament)‏.
تتكون ألياف النسيج عمومًا من جزيئات ضخمة، فهي مكثورات ذات خواص محددة، فليس بالإمكان استخدام أي مكثور لإنتاج ألياف النسيج، وإنما يجب على المكثورات أن تحقق شرطين أساسيين:
- أن تكون مكثورات خطية، غير متفرعة.
- وأن تحتوي سلاسل البوليمير على مجموعات قطبية، وإلا فإن على الجزيئات الضخمة أن تكون طويلة جدًا للاستعاضة عن كثافة الروابط بين جزيئية بروابط أكثر على طول الجزيئات الضخمة.

وتكون الجزيئات الضخمة ذات درجة عالية من التوجه على طول محور الليف مما يعطيها درجة عالية من التبلور وتكون موجهة حتى في المناطق غير البلورية من الألياف، فسمة التوجه هي أهم ما يميز الألياف عن المكثورات الأخرى. تزيد سمة التوجه من الروابط بين الجزيئات الضخمة المتجاورة فتساعد في منع انزلاقها على بعضها. وكون الجزيئات خطية لا ينفي ضرورة وجود بعض التشابك فيما بينها. ويزداد مدى التشابك بزيادة طول سلسلة المكثور، وتتحدد الكتلة المولية المثلى بـ 10000 و 50000 غ/مول لإنتاج الألياف بمتانة مرغوبة.
تُنتج ألياف النسيج الاصطناعية بعدة طرق مختلفة التقنيات، بدءًا من محلول المكثور (مكثور مذاب في إحدى المذيبات المناسبة) أو بدءًا من مكثور مصهور، ولكن أغلبها تعتمد مبدأ تمرير المكثور ضمن فتحات دقيقة تسمى المِغزل (انظر مبدأ البثق) لتحويل المكثور المصهور أو المذاب إلى ألياف طويلة جدًا. وتسحب الألياف بعدها على عدة مراحل لتحسين خواص الألياف الناتجة. عمليتي البثق والسحب تساعدان في تحويل سلاسل المكثورات من سلاسل متكورة ومتجمعة على بعضها إلى سلاسل متوازية نوعا ما، مما يزيد فرصة تشكل روابط بين جزيئاتها. وتكون بنية الألياف بلورية في المناطق التي تزيد فيها نسبة وانتظام هذه الروابط الكيميائية، بينما تكون البنية لابلورية في المناطق التي تشكل عيوبًا أو عدم انتظام لهذه الروابط.
الشعيرات النسيجية: هي نوع من الألياف النسيجية الطويلة جدا، وليس لها طول محدد.
الألياف القصيرة: هي إما ألياف طبيعية أو شعيرات مقطعة وفق أطوال معينة تتراوح من 3.75-28.5 سم.
هناك العديد من أنواع الألياف: القطن، والعديد الاستر، والنايلون، والصوف، إلخ.. هذه الألياف تشكل الخيوط والأقمشة. وتختلف هذه الألياف عن بعضها في البنية الكيميائية، وشكل المقطع العرضي لليف ومحيطه، كما تختلف في الطول والقطر.
وتصنف ألياف النسيج بشكل أساسي إلى ألياف طبيعية، وألياف اصطناعية. وتتميز الألياف الطبيعية عمومًا بخواص معينة، فهي تتفكك حيويًا، وتعطي شعورًا أكبر بالراحة، ويمكن الحصول عليها من مصادر متجددة حيويًا، في حين أن الألياف الاصطناعية تمتاز بقوتها ومتانتها ورخص ثمنها وإمكانية أكبر لتعديل خواصها. والتركيب الكيميائي وبنية الألياف الطبيعية والاصطناعية مختلفة تمامًا، ويمكن هندسة الألياف الاصطناعية بحيث تحاكي الألياف الطبيعية لرفع سوية ونوعية المنتج النهائي. وبطبيعية الحال تلعب خواص الألياف دورًا كبيرًا في تحديد خواص الخيوط والأقمشة والمنتجات النهائية.
وتقسم الألياف بشكل أساسي إلى:
- ألياف طبيعية (بالإنجليزية: Natural Fibers)‏
- ألياف اصطناعية (بالإنجليزية: Man-made Fibers)‏

## ألياف النسيج الطبيعية

### ألياف طبيعية ذات أصل نباتي
- - ألياف لحائية:
    - كتان (Flax)
    - جوت (Jute)
    - قنب (Hemp)
    - جلجل (Kenaf): اسم يطلق على عدد كبير من النباتات الليفية حتى الخشنة منها، وأهم أنواع الجلجل الناعمة هي الجلجل العادى أو الجلجل الأفرنجى واسمه اللاتيني «كونابيس ساتيفا» والجلجل البلدى واسمه اللاتيني «هيبيسكس كانابينس» وجلجل سان واسمه اللاتيني «كورتولا ريا جينسيا» تستعمل الالياف السيقانية لنبات الجلجل في صناعة الغزل.
    - ألياف الخيزران (Bamboo fibre)
    - رامي (Ramie)
    - Sunn
    - Urena
    - ألياف القراص (Nettle).

  - ألياف ورقية:
    - سيزال (Sisal)
    - قنب مانيلا (Abaca (Manila))
    - بينا (Piña)
    - خوص (Raffia palm)
    - Henequen
    - ألياف أخرى

  - ألياف من البذور والثمار:
    - القطن (Cotton)
    - ألياف جوز الهند (Coir fibre)
    - ألياف أخرى

### ألياف طبيعية ذات أصل حيواني: (ألياف بروتينية)
- - الصوف (Wool)
  - الموهير (Mohair)
  - شعر الجمل (Camel Hair)
  - شعر المعزة الفارسية (Persian Goat Hair)
  - اللاما
  - هواريزو (Huarizo)
  - فكونة
  - غواناكو (Guanaco)
  - ألياف الفرو (Fur fibers)
  - الحرير (Silk)
  - ألبكة (Albaca)
  - أنغورا
  - كشمير
  - قصاب (Catgut)
  - شعر الكلب (Chiengora)
  - حرير العنكبوت

### ألياف طبيعية من مصدر معدني
- - أسبست (حرير صخري)

والألياف الطبيعية تتحلل حيويًا بمرور الوقت مع توفرالشروط المناسبة للتحلل كدرجة الحرارة ونسبة الرطوبة.

## ألياف النسيج التركيبية

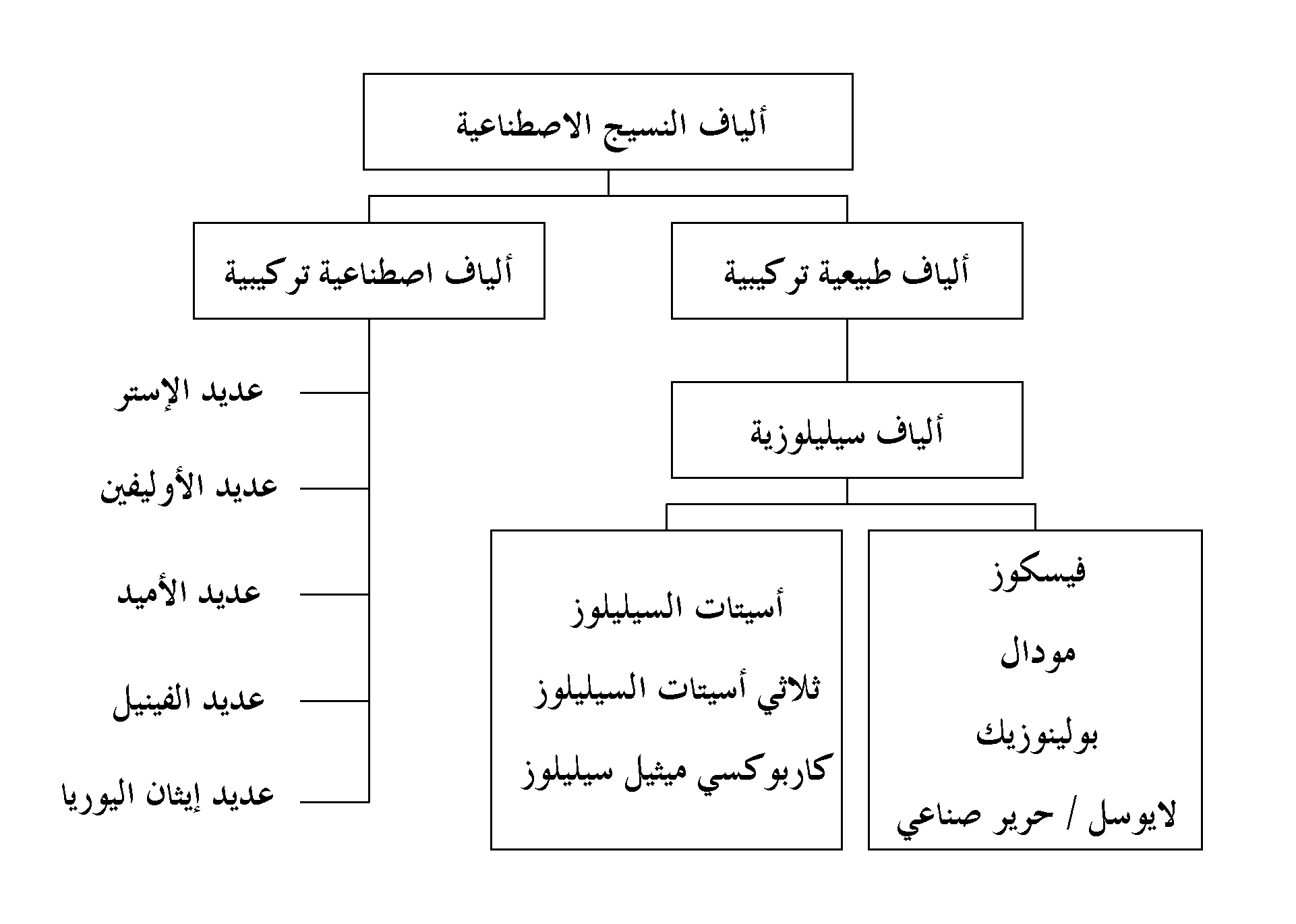
تصنيف ألياف النسيج الاصطناعية

### ألياف طبيعية تحويلية(بالإنجليزية:Natural Polymer Fibers)‏
- ألياف سيليلوزية
  - ألياف الفيسكوز
  - ألياف الحرير الصناعي أو ألياف أكسيد النحاس النشادري (بالإنجليزية: Cuprammonium Fibers)‏
- ألياف إستر السيليلوز
  - ألياف خلات السليولوز
  - ألياف ثلاثي خلات السليولوز
- ألياف بروتينية تحويلية (بالإنجليزية: Protein Fibers)‏:
  - ألياف الكازين
  - ألياف الفول السوداني (بالإنجليزية: Groundnut Protein Finers)‏.
  - ألياف زين
  - ألياف الصويا
  - ألياف الكولاجين
- ألياف بروتينية أخرى
  - ألياف الألجينات
  - ألياف المطاط الطبيعي
  - ألياف السيليكا [الإنجليزية] (بالإنجليزية: Silica Fibers)‏.
  - ألياف السيليكات (بالإنجليزية: Silicate Fibers)‏.

### الألياف الاصطناعية(بالإنجليزية:Synthetic Fibers)‏
- ألياف عديد الأميد (بالإنجليزية: Polyamide Fibers)‏ وتسمى باسمها التجاري النايلون:
  - نايلون 6
  - نايلون 6-6 [الإنجليزية]
  - نايلون 11 [الإنجليزية]
  - نايلون 6.10
  - ألياف جديدة من عديد الأميد
- ألياف عديد الإستر
  - ألياف عديد الإيثيلين تيرفثالات (بالإنجليزية: Polyethylene Terephtalate Fibers or PET Polyester Fibers)‏
  - ألياف (Poly-1, 4-cyclohexylene-dimethylene Terephtalate Fibers)
  - أنواع أخرى من ألياف عديد الإستر.
- ألياف عديد الفينيل [الإنجليزية]
  - ألياف عديد نتريل الأكريل [الإنجليزية]
  - ألياف متعدد كلوريد الفينيل
  - ألياف عديد كلوريد الفينيليدن [الإنجليزية]
  - ألياف عديد فينيل الكحول
  - ألياف عديد رباعي فلورو الإيثيلين
  - ألياف عديد ثنائي نتريل الفينيليدن (بالإنجليزية: Polycinylidene dinitrile Fibers)‏
  - ألياف عديد الستيرين
- ألياف عديد الأوليفين
  - ألياف متعدد الإيثيلين.
  - ألياف عديد البروبيلين
- ألياف عديد إيثان اليوريا
- ألياف تركيبية أخرى:
  - ألياف زجاجية
  - ألياف سيليكات الألمنيوم [الإنجليزية]
  - ألياف معدنية
  - ألياف عديد اليوريا
  - ألياف عديد الكربونات (بالإنجليزية: Polycarbonate Fibers)‏.
  - ألياف الكربون (بالإنجليزية: Carbon Fibers)‏.

## الألياف البصرية
هي ألياف مصنوعة من الزجاج النقي، تكون طويلة ورفيعة ولا يتعدى سمكها سمك الشعرة. يجمع العديد من هذه الألياف في حزم داخل الكبلات البصرية، وتستخدم في نقل الإشارات الضوئية لمسافات بعيدة جداً.

## اقرأ أيضًا
- ليف بصري
- محصول ليفي
- ألياف غذائية